# Leiosporocerotopsida
Leiosporocerotopsida é uma classe monotípica de antóceros (divisão Anthocerotophyta) cujo único táxon integrante é a família Leiosporocerotaceae. Por sua vez a família Leiosporocerotaceae é também monotípica tendo como único género Leiosporoceros. A única espécie integrada no género Leiosporoceros é L. dussii (Steph.) Hässel.

## Taxonomia
A única espécie que integra esta classe é Leiosporoceros dussii, a única do género monotípico Leiosporoceros. Dadas as suas características únicas, esta espécie foi colocada numa família, ordem, família e classe separadas. 
Essa separação resulta dos resultados da análise das características da espécie, a qual demonstrou que L. dussii é genetica e morfologicamente distinta de todas as restantes linhagens de antóceros.
A análise cladística dos dados obtidos em estudos de genética molecular suporta a hipótese da espécies constituir um grupo basal na base do clade dos antóceros. As características físicas que distinguem o grupo, e o colocam como grupo irmão de todas as restante famílias de antóceros, incluem a presença de esporos muito menores do que os dos restantes grupos, que são monolete e não ornamentados. Para além disso, nesta espécie ocorrem estirpes de cianobactérias do género Nostoc que crescem no interior dos tecidos da planta formando colónias paralelas à direcção de crescimento da planta.
Ainda não foram encontradas plantas masculinas desta espécie.